# Brčevec
Brčevec is een plaats in de gemeente Vrbovec in de Kroatische provincie Zagreb. De plaats telt 546 inwoners (2001).